# Протока Кеннеді
Протока Кеннеді (англ. Kennedy Channel, дан. Kennedykanalen) — протока в Північному Льодовитому океані, що розділяє острови Гренландія та Елсмір, є частиною протоки Нерса.

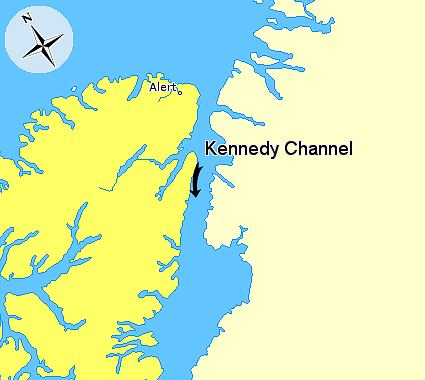
Протока Кеннеді, Нунавут, Канада.
Острів Елсмір, Нувавут
Гренландія

Вона була названа Елішом Кейном в 1854 році під час Другої арктичної експедиції в пошуках загубленої експедиції Франкліна. Щоправда, не зовсім зрозуміло, на честь якого Кеннеді він назвав цю протоку. Можливо, Кейн мав на увазі свого колегу-дослідника Вільяма Кеннеді, з яким він познайомився кілька років тому під час попередніх пошуків загубленої експедиції Франкліна. Але більшість істориків вважає, що протока була названа на честь Джона Пендлтона Кеннеді, секретаря військово-морськи́х сил США з 1852 по 1853 рр., під чиїм керівництвом відбулась друга арктична експедиція Кейна.

## Географія
Протока є складовою Протоки Нерса, сполучає Затоку Кейна і Затоку Голла. Довжина протоки становить близько 130 км при ширині від 24 до 32 км і середніх глибинах від 180 до 340 м.
Вона містить острів Ганса, на який претендують Канада і Данія, тому що він розташований майже посередині між двох берегів, але на 1000 метрів ближче до узбережжя Гренландії (яка є автономією Данії). Канал також містить два острови: острів Франкліна та острів Крозьє, розташовані набагато ближче до узбережжя Гренландії, а отже, належать до Гренландії.